# Classe Gerard Callenburgh
La classe Gerard Callenburgh  est une classe de quatre destroyers prévus par la Marine royale néerlandaise (Koninklijke Marine) avant la Seconde Guerre mondiale.

Deux navires furent terminés au début de la guerre.

## Conception
Ces navires étaient plus grands que les précédents destroyers de classe Admiralen. L'artillerie principale devait être porté à 5 canons de 120 mm et les torpilles à deux tubes quadruples.  

le Isaac Sweers a été achevé au Royaume-Uni avec des équipements d'armement et de contrôle de tir britannique. Il était équipé de six canons de 120 mm disposés en 3 tourelles doubles, 4 canons de 40 mm Bofors et 8 mitrailleuses, ainsi que les 8 tubes lance-torpilles.

## Service
Deux navires n'ont jamais été achevés. Le Tjerk Hiddes, lancé avant l'invasion allemande, a été sabordé à Rotterdam pour lui éviter sa capture. Les Allemands l'ont renfloué puis abandonné car i n'était plus en état d'être réparé. Le Philips van Almonde a été démoli sur cale car dans l'incapacité d'être transporté en Angleterre.
Le HNLMS Gerard Callenburgh a également été sabordé, mais renfloué par les Allemands il a pu être sauvé. Conduit au chantier naval Blohm + Voss il a été terminé. Il est devenu le ZH1 de la Kriegsmarine et a fait son début de carrière en mer Baltique. Il est revenu en Manche en novembre 1943 et a été engagé contre un escadron de destroyers britanniques lors du Débarquement de Normandie. Il a été torpillé le 9 juin 1944.
Le HNLMS Isaac Sweers avait été remorqué en Angleterre et y a reçu son armement au chantier naval John I. Thornycroft & Company. Il a servi en Méditerranée avec la Force H de la Royal Navy et briévement en océan Indien avec la Eastern Fleet. Il a été coulé par le sous-marin allemand U-431 le 13 novembre 1942 en Méditerranée avec la perte de 108 hommes.